# 美野順二郎
美野 順二郎（みの じゅんじろう、1900年2月17日 - 1981年6月23日）は、日本の経営者。住友倉庫社長を務めた。石川県松任市出身。

## 経歴・人物
1925年に東京商科大学を卒業し、同年に住友倉庫に入社。1947年2月に取締役、1949年8月に常務、1954年5月に専務を経て、1956年1月には社長に就任。1965年5月に会長に就任し、1969年11月に相談役に退いた。
1964年11月に藍綬褒章を受章し、1970年11月に勲三等旭日中綬章を受章。
1981年6月23日老衰のために死去。81歳没。